# Qeleshe

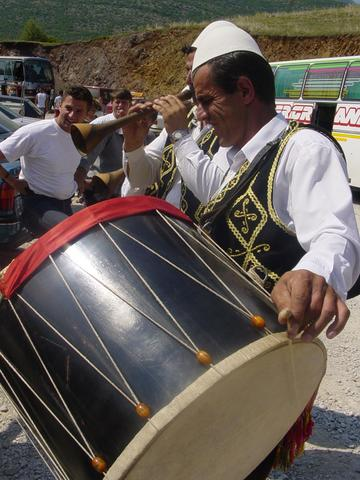
Tupan-Spieler in kosovo-albanischer Tracht

Die Qeleshe [cɛˈlɛʃɛ] (albanisch auch Qeleshja) – im Dialekt auch Plis (albanisch auch Plisi) genannt – ist die traditionelle Kopfbedeckung der albanischen Männer. Die Kappe wird aus einem Stück Filz aus ungefärbter Wolle hergestellt. Der Name qeleshe leitet sich vom albanischen Wort für Wolle (lesh) ab.

## Typen
Es gibt drei Hauptformen dieser Kopfbedeckung. Am weitesten verbreitet war eine Art halbrunde Kappe. Diese wurde im Kosovo und im ganzen Norden Albaniens etwa bis nach Kruja getragen. In Mittelalbanien hatte die Qeleshe die Form eines flachen Kegelstumpfes, manchmal mit leicht erhöhtem oberen Rand und einer kleinen Rundung in der Mitte. Die Tosken im Süden trugen Qeleshen, die wie ein hoher Kegelstumpf aussahen und damit dem nordafrikanischen und türkischen Fes glichen. Allerdings fehlte die beim Fes übliche Quaste. Manchmal wiesen sie stattdessen eine kurze Spitze auf.

## Verbreitung

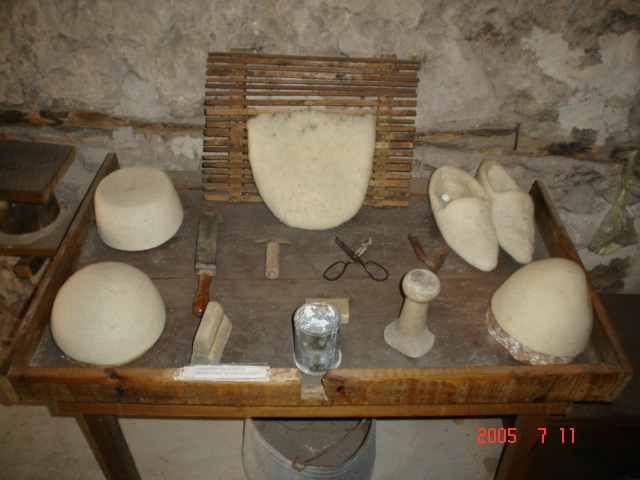
Diverse Modelle und Herstellungswerkzeug im Ethnographischen Museum in Kruja

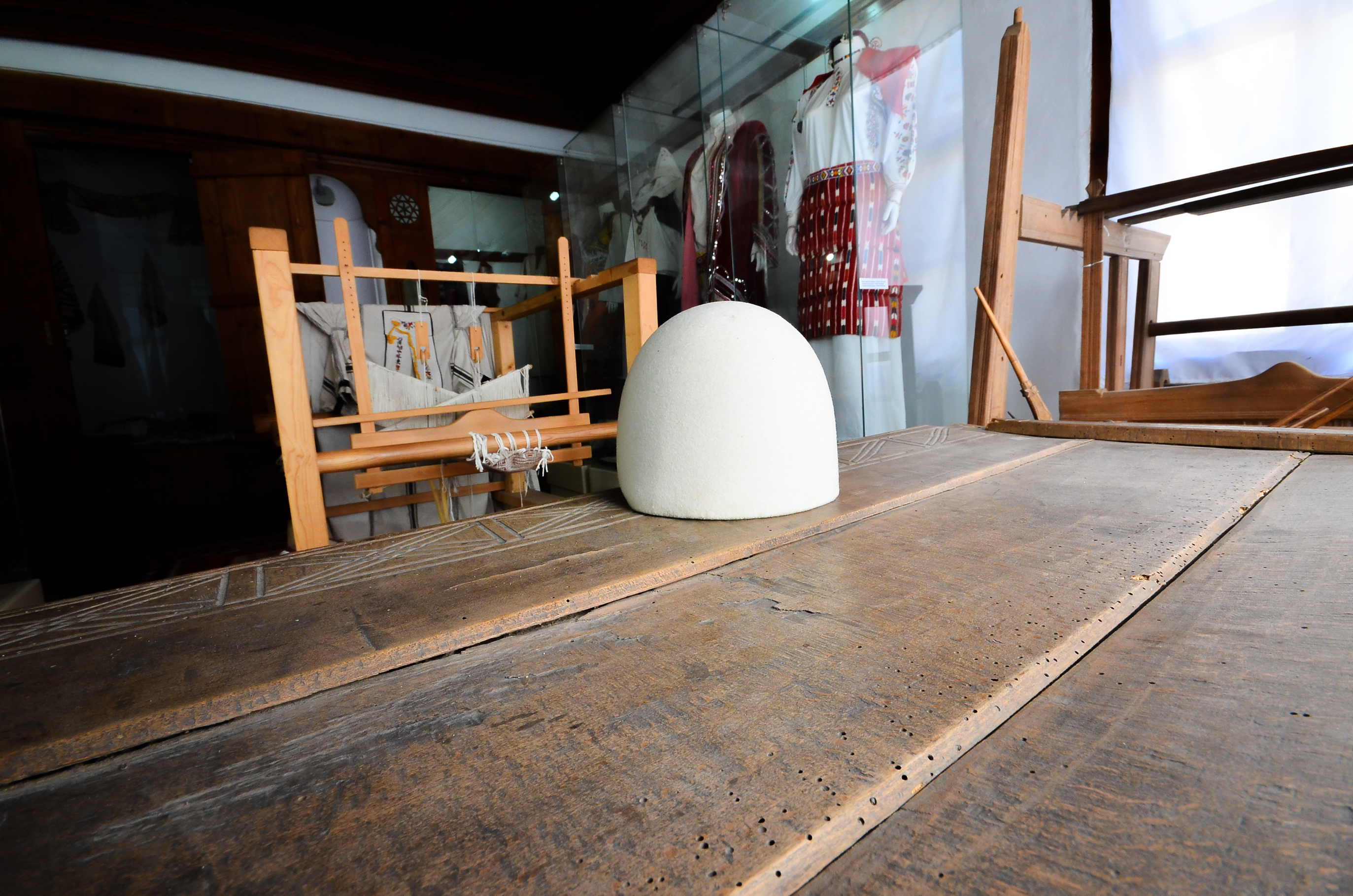
Plis im Kosovo

Traditionell kommt der Qeleshe eine Bedeutung als nationales Symbol zu. Während die Qeleshe zu Beginn der 1990er Jahre unter den älteren Albanern noch weit verbreitet war, ist sie heute weitgehend außer Gebrauch gekommen. In Mittel- und Südalbanien wird sie gar nicht mehr getragen; auch im Norden und im Kosovo ist sie nur noch selten zu sehen. Als Bestandteil der traditionellen Trachten tragen heute vor allem ältere Männer sowie auch Mitglieder von Folkloregruppen Qeleshe.

## Sonstiges
Die Qeleshe wird in einer Form hergestellt und so zum Verkauf angeboten. Nach dem Verkauf beschneidet man die Filzmütze so, dass sie auf den Kopf des Kunden passt. Dieser Arbeitsschritt wird in der Regel vom Verkäufer durchgeführt.